# 漢巴利電影
漢巴利電影（Hombale Films）是一家由電影製片人維傑·基爾甘度爾（Vijay Kiragandur）创立的印度电影制作公司。 漢巴利電影由来自班加罗尔的企业家 Vijay Kiragandur 所创立。其首部電影制作是2014年康納達語的電影Ninnindale。直至第三部電影Raajakumara成为当时票房最高的康纳达語的电影。据报道，該電影的毛利於卡纳塔克邦之票房达到7.5亿盧比。 